# Tempest (Lied)
Tempest ist ein Song des gleichnamigen Albums von Bob Dylan aus dem Jahr 2012.

## Entstehung
Außer den Aufnahmedaten des gesamten Albums – zwischen Januar und März 2012 in Jackson Browne’s Groove Masters Studios in Santa Monica – sind für den Song Tempest keine Einzelheiten zu den Aufnahmen bekannt. Auch die Namen der beteiligten Musiker sind im 4-seitigen Booklet nur für das gesamte Album angegeben.
In Konzerten hat Dylan den Song bisher nicht gespielt.

## Der Song
Tempest ist ein Song im 6/8-Takt, dessen Melodie und Instrumentierung von manchem Kommentator als „einlullend“ und „langsam walzernd“ beschrieben wurde.
Die Musik steht somit in einem eigenartigen Kontrast zum Text des Songs. Es geht darin, in 45 Strophen zu je 4 Versen, um den Untergang der Titanic, der einhundert Jahre zuvor geschehen war.
Sieht man von den viermal vorkommenden Versen
The watchman he lay dreaming … / He dreamed the Titanic was sinking …
ab, hat der Song keinen eigentlichen Refrain, und er hat keine Bridge, die das lange Stück strukturieren würde; außer den gesungenen Strophen gibt es jeweils nach den zitierten Versen Instrumentalparts.
Sowohl die Melodie als auch einige Verse, darunter die oben zitierten, basieren auf einem Song, den u. a. die Carter Family in der Mitte der 1950er aufgenommen hat: The Titanic.
Vergleichbar vor allem mit seinen Songs aus den 1960ern taucht auch in Dylans Tempest ein ganzes Ensemble von Figuren auf, deren je eigene, erfolglose Reaktion auf den drohenden Untergang geschildert wird: Von the rich man Mister Astor zu den kartenspielenden Calvin, Blake and Wilson, von Jim Dandy zu Davey, the brothel keeper. Und es gibt eine ein paarmal genannte Figur namens Leo – Leo took his sketchbook, heißt es im Song – Dylans Gruß an Leonardo DiCaprio, der 1997 die männliche Hauptrolle in dem Titanic-Film von James Cameron spielte.
Die vorletzte Strophe des Songs, Bob Dylans Version des Satzes „Die Wege des Herrn sind unergründlich“, lautet:
They waited at the landing / and they tried to understand
But there is no understanding / On the judgement of God’s hand.